# Richard Elliot

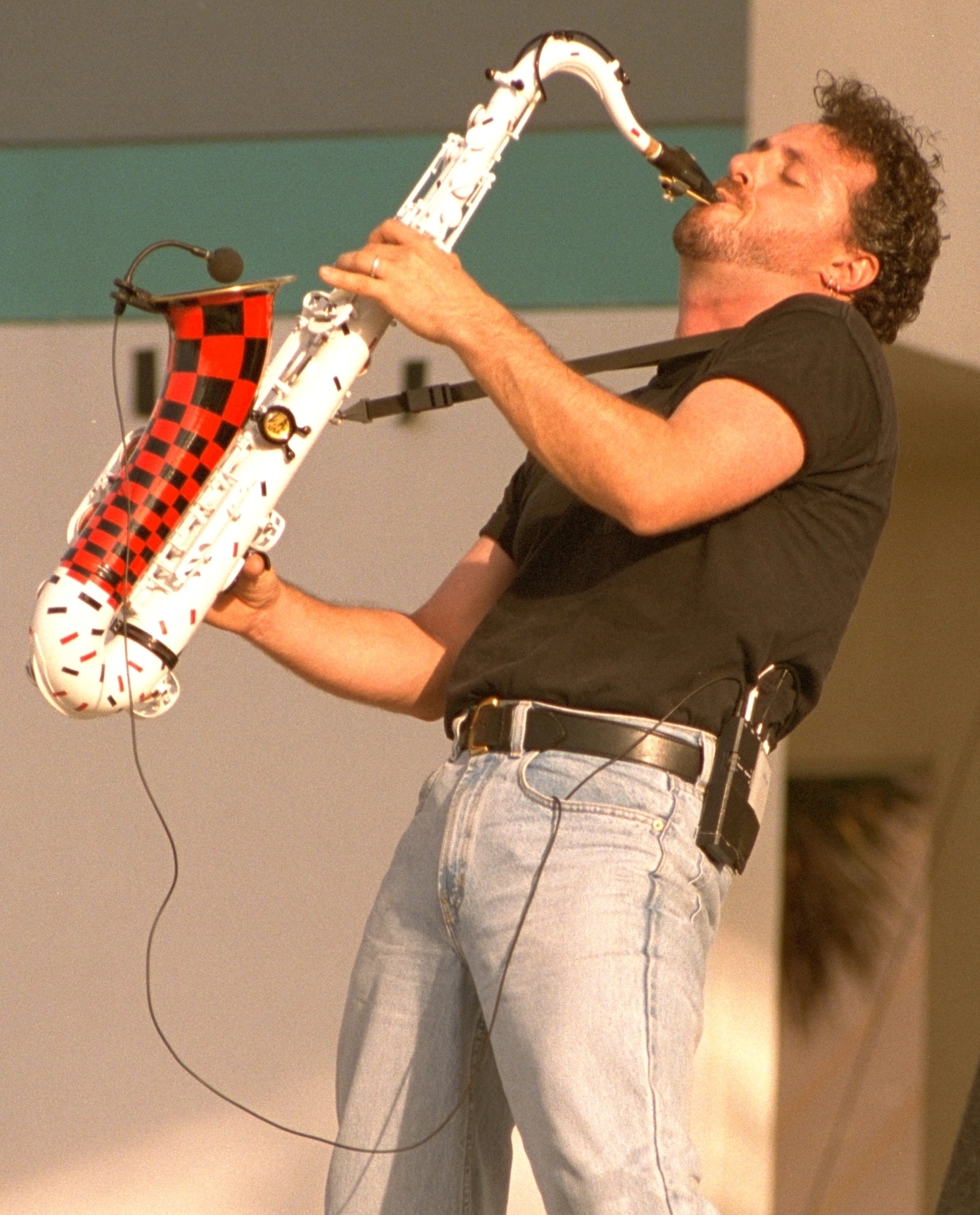
Richard Elliot

Richard Elliot (* 16. Januar 1964 in Glasgow/Schottland) ist ein schottischer Saxophonspieler. Seinen ersten Ruhm erlangte er mit der Funkband Tower of Power. Seine Solokarriere startete er, als er den Klassiker When a Man Loves a Woman nachspielte. Weitere bekannte Songs sind In the Groove, Take Your Time, Crush, Corner Pocket, und Sly, Letzteres vermutlich ein Tribut an Sly Stone, außerdem klassische Popsongs wie I’m Not in Love und Luther Vandross’ Hits Here and Now und Your Secret Love.
Gemeinsam mit den Saxophonisten Paul Taylor, Gerald Albright und dem Keyboarder Jeff Lorber spielte Elliot bei der Grooving for Grover-Konzertreihe, die dem verstorbenen Grover Washington, Jr., dem Vater des Smooth Jazz, gewidmet war.
Seine Musik ist dem Smooth Jazz zuzurechnen. Mit Partnern wie Rick Braun gründete er die Plattenfirma ARTizen Music Group, die auch sein jüngstes Album Rock Steady herausbrachte.
Richard Elliot ist bekannt für sein wie ein Zebra gestreiftes Tenorsaxophon. Er ist verheiratet und hat vier Kinder.

## Diskografie
- Trolltown (1986)
- Initial Approach (1987)
- Power of Suggestion (1988)
- Take to the Skies (1989)
- What’s Inside (1990)
- On the Town (1991)
- Soul Embrace (1993)
- After Dark (1994)
- City Speak (1996)
- Jumpin’ Off (1997)
- Chill Factor (1999)
- The Best of Richard Elliot (2000)
- Ballads (2001)
- Crush (2001)
- Ricochet (2003)
- Forever, For Always, For Luther (zusammen mit verschiedenen anderen Musikern) (2004)
- Metro Blue (2005)
- R n R (mit Rick Braun) (2007)
- Rock Steady (2009)
- In the Zone (2011)
- Summer Horns (Dave Koz, Gerald Albright, Mindi Abair, Richard Elliot - Dave Koz And Friends) (2013)
- Lip Service (2014)
- Summer Madness (2016)